# Gagea vegeta
Gagea vegeta är en liljeväxtart som beskrevs av Aleksei Ivanovich Vvedensky. Gagea vegeta ingår i Vårlökssläktet och i familjen liljeväxter. Inga underarter finns listade.